# Ferdinando Morozzi
Orazio Ferdinando Morozzi (Siena, 11 novembre 1723 – Firenze, 3 dicembre 1785) è stato un cartografo, matematico e architetto italiano.

## Biografia

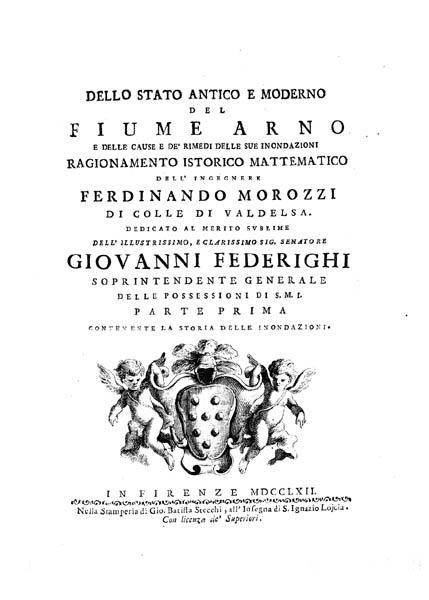
Dello stato antico e moderno del fiume Arno (1762)

Nacque nel 1723 a Siena (anche se «colligiano di famiglia e tale si considerò sempre») e fu nominato "lettore di matematiche" nella flotta granducale e "secondo ingegnere delle Regie possessioni". Nel 1746 le traversie giudiziarie ed economiche da cui fu travolto il padre fecero trasferire la famiglia a Firenze, dove il giovane Ferdinando si dedicò agli studi di matematica, ottenendo la qualifica di ingegnere. Nel 1766, studiò il bacino dell'Arno e le sue devastanti inondazioni e nel 1768 disegnò un'accurata carta geografica del Granducato di Toscana.
Nel 1770 pubblicò un trattato sulle case dei contadini dando prova di un'ottima conoscenza della campagna e delle esigenze di produttività e redditività di una famiglia agricola. Secondo il trattato, la casa colonica, che doveva essere costruita tenendo conto delle differenze ambientali (montagna, collina e pianura) e culturali, avrebbe dovuto essere costruita al centro del podere, con mura spesse per conservare il calore e con un buon numero di stanze, ampie e luminose, da destinare non solo alla vita domestica ma anche al lavoro; le scale esterne dovevano essere agevoli e possibilmente coperte “per la parte di tramontana” per evitare il gelo d'inverno e difendersi da eventuali cadute.
Collaborò, attraverso la realizzazione di disegni e carte geografiche, con Giovanni Targioni Tozzetti nella stesura dell'Opera "Viaggi fatti in diverse parti della Toscana per osservare le produzioni naturali e gli antichi monumenti di essa".
Ebbe anche l'incarico di ristrutturare il Teatro dei Varii a Colle di Val d'Elsa.
Dopo la sua morte, avvenuta nel 1785, la sua ricca collezione di disegni e carte geografiche andò quasi completamente dispersa.
Le sue opere sono state date alle stampe anche in tempi recenti.

## Opere
- 1755 -  Memorie di istoria ecclesiastica civile e letteraria di Colle di Val d'Elsa
- 1762 -  Sullo stato antico e moderno del fiume Arno
  -  Dello stato antico e moderno del fiume Arno e delle cause e de' rimedi delle sue inondazioni, vol. 1, Firenze, Giovanni Battista Stecchi, 1762.
  -  Dello stato antico e moderno del fiume Arno e delle cause e de' rimedi delle sue inondazioni, vol. 2, Firenze, Giovanni Battista Stecchi, 1766.
- 1770 -  Delle case de' contadini
- 1773 -  Elogio di Niccolò Beltramini di Colle di Val d'Elsa